# Vatsa

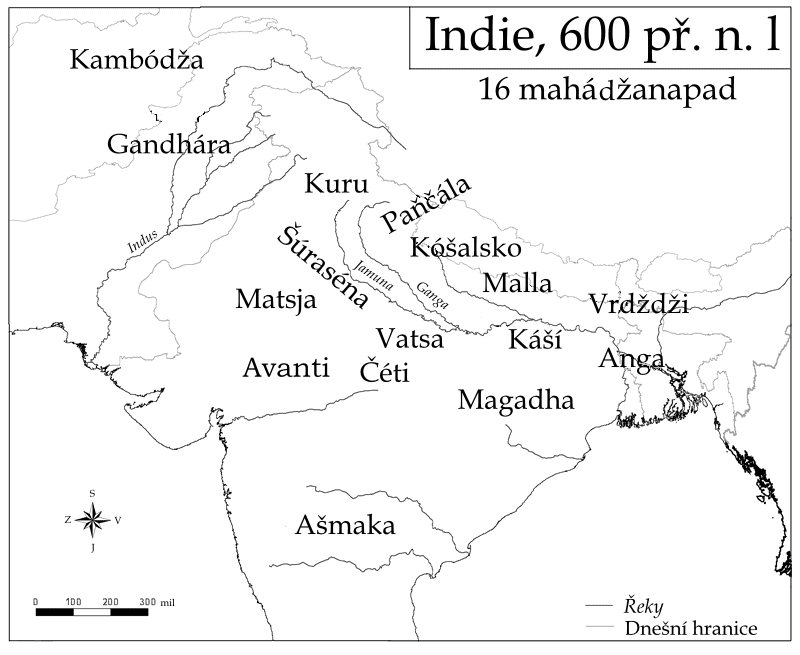
Mapa mahádžanapad

Vatsa bylo starověké indické království, jedno z šestnácti mahádžanapad zmiňovaných v Anguttara nikáji. Království Vatsa se nacházelo poblíž soutoků řek Jamuny a Gangy, jejím hlavním městem bylo Kaušámbí.
Podle Purán byla země pojmenována po kášíjském králi Vatsovi. Staroindické eposy Rámájana a Mahábhárata přičítají založení Kóšambí čédijskému princi jménem Kuša či Kušámba. 
Asi nejznámějším vládcem Vatsy byl král Udajána, známý staroindický romantický hrdina. Byl současníkem a zároveň posluchačem Buddhy Gautamy, který sám několikrát Vatsu včetně Kaušámbí navštívil, aby tam učil dharmu.